# 王俁 (成化進士)
王俁（1434年—？），字大用，浙江湖州府長興縣人，明朝政治人物。同進士出身。

## 生平
景泰七年（1456年）丙子科浙江鄉試第十九名。成化二年（1466年）丙戌科會試第三百十一名，殿試登進士第三甲第一百八十五名。獲授南京兵部車駕司主事。

## 家族
曾祖父王信甫。祖父王彥誠，贈刑部主事。父王瑄，曾任湖廣按察使。